# Region Avia Airlines
Region Avia Airlines (em russo:  Регион-Авиа), também denominada Region-Avia ou Region Avia, era uma companhia aérea regional com sede em Moscou, Rússia, operando voos regulares de passageiros fora do Aeroporto Internacional Domodedovo e serviços fretados fora do Aeroporto de Bykovo.

## História
A Region Avia foi fundada em Moscou em 2005,«New Regional Airline Emerging». Kommersant. 23 de maio de 2007. Consultado em 24 de julho de 2007</ref> e recebeu seu Certificado de Operador Aéreo em 19 de agosto de 2006. O úlimo voo programado ocorreu em 31 de dezembro de 2010, e a empresa foi dissolvida no início de 2011.

## Frota

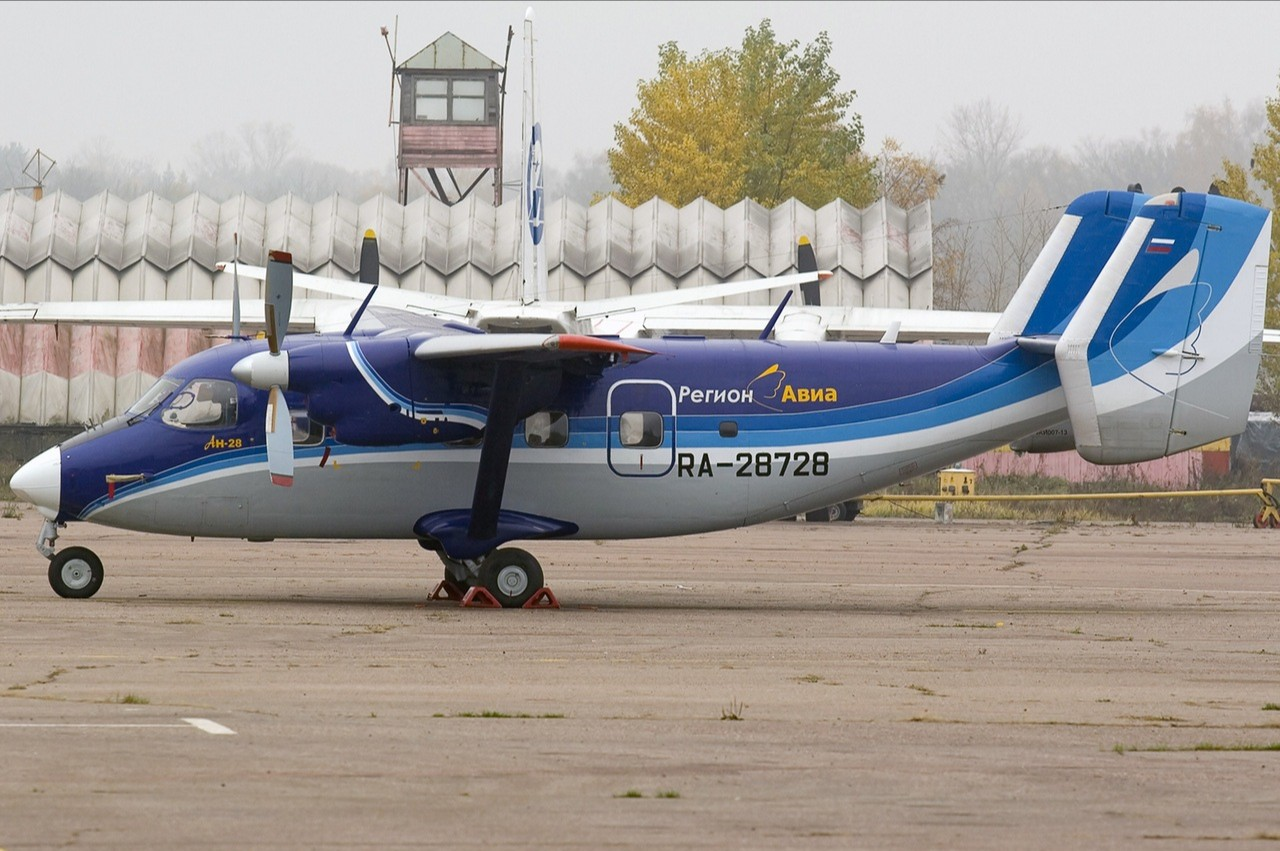
Um Antonov An-28 da Region Avia Airlines

A frota da Region Avia Airlines consistia nas seguintes aeronaves:
| Aeronaves                | Total | Notas |
| ------------------------ | ----- | ----- |
| Antonov An-28            | 8     |       |
| Embraer EMB-120 Brasilia | 8     |       |
| Total                    | 16    |       |

A empresa tinha planos de adquirir uma frota de até 50 aeronaves estrangeiras como ATR 42, ATR 72 ou Bombardier Dash 8 até 2012.